# Tharsicius
Tharsicius ist der Name folgender Personen:
- Tharsicius (3. Jh. n. Chr.), römischer Märtyrer, siehe Tarzisius
- Tharsicius Paffrath (1879–1965), deutscher Franziskaner und Bibelwissenschaftler

Siehe auch:
- Tarcisio
- Tarzisius (Vorname)